# 龍少爺
《龙少爷》是1982年上映的一部香港動作電影，由成龍執導，成龍、陳惠敏、雪梨及火星主演。本片是成龍首次進軍荷里活失利後，重返香港影壇的首部作品；獲提名第2屆香港電影金像獎最佳武術指導。

## 剧情
清朝末期，朝政腐败，洋人入侵，大内太监总管程公公（黃仁植飾）将一批文物偷出故宫，他联络了龙山区的地主王员外，准备把国宝卖给洋人，不过他的副手副总管却不答应，并偷走了几件离开。总管程公公遂起了杀副总管之心。
阿龙（成龙飾）是龙山区地主贺员外的儿子，贺员外请了当地举人朱老师教授阿龙读书，还请了武师教授他武艺，对阿龙要求非常严格，阿龙很怕他父亲。阿龙的好兄弟阿牛（火星；又叫阿勤）是王员外的儿子。
一日，阿龙趁父亲外出，和阿牛一起在郊外闲逛，发现河流中有一群女孩子在玩水，两人爱慕心起，打算去追求那个最美的女孩子（温秀丽，简称秀丽），由于两人都喜欢，只得用投硬币正反面来决定，结果阿龙输了，阿牛正要去找秀丽，结果秀丽他们已经走了，阿龙骗他秀丽往山区去了，等阿牛爬到山上四顾无人，才知道被阿龙欺骗了。
四姑是一个媒婆，阿牛和阿龙找她帮忙介绍秀丽来做媒。当他们和四姑谈话时，秀丽突然出现了，阿龙说这次该轮到他上了，此时阿牛看到东翁来了，于是故意喊住东翁，自己一个人去找秀丽。阿龙见了父亲陈述了原由，他父亲东翁听了马上鼓励儿子阿龙也快去。阿龙叫上自己的家丁阿康和阿保装作二流子前去调戏秀丽，他自己則要英雄救美，结果和阿牛发生衝撞，两人为了秀丽打了起来，此时，东翁跑过来，叫回了阿龙，并叫他背书《陋室铭》，背不出就不准吃午饭。背完书，东翁叫阿龙一起带着礼物去阿牛家道歉。两人重归于好。
一日，两人前去山野打野鸡，不料碰上了正在抓副总管的总管的人马，两人被总管和他的人马打了一顿。
龙山区一年有两大活动，抢包山和金毽子。阿龙带领他所在的龙翔队打败冷面杀手带领的勇进队，比赛结束之后，阿牛看到了观众秀丽，于是和阿龙一起追着秀丽到了她家，而四姑也跟蹤他们到了秀丽家。阿龙敲开门和秀丽说了一声对不起，但是秀丽听完他这句话立刻就关上了门。阿牛想出一个计策，叫阿龙把想对秀丽说的话写在纸上贴在风筝，放到秀丽家，结果风筝被吹断线飞到了大内太监程公公他们的所在地。阿龙去取风筝，被程公公的人马发现了，幸亏王员外说清才放过了他。
四姑告诉阿龙温秀丽每月的初一和十五都到岳王庙上香，阿龙和阿牛于是偷偷跟着秀丽去了。副总管也藏身于岳王庙，并且被程公公的人马发现，他们在岳王庙打了起来。阿龙为了在秀丽面前展现见义勇为的形象，遂出手拯救副总管，并且把副总管藏身于阿牛家。总管程公公听说副总管藏身于王员外家，认为王员外想黑吃黑，于是把王员外绑了起来，并且派出手下人马前去追杀副总管。他们后来被阿龙和阿牛的爱国热忱感动，都放弃武器，回到乡下去。副总管以为安全了，也将要出门回乡下去，不料却被程公公一刀杀死。程公公认为阿龙和阿牛藏起了副总管偷的国宝，于是问他俩要国宝，他俩不答应给，程公公恼羞成怒和他俩打了起来，最后被阿龙和阿牛用粮食袋压死。
一年一度的龙山区抢包山比赛，阿龙他们又继金毽子比赛冠军后再次赢得了冠军。

## 演员
| 演员   | 角色        | 备注                           |
| 成龙   | 阿龙/龙少爷 | 龙山区贺员外之子               |
| 黄仁植 | 程公公      | 原清朝大内总管，偷盗国宝出逃   |
| 陈恵敏 | 副總管      | 原清朝大内副總管，反對偷盗国宝 |
| 雪梨   | 秀丽        |                                |
| 火星   | 阿牛        | 龙山区王员外之子               |
| 田丰   | 阿龙父親    |                                |
| 张冲   | 王员外      |                                |
| 权永文 |             |                                |
| 太保   | 阿龙跟班    |                                |
| 郑康业 | 阿龙跟班    |                                |
| 吴浣仪 |             |                                |
| 冯峯   |             |                                |
| 何鑑江 |             |                                |
| 郑孟霞 |             |                                |
| 周润坚 |             |                                |
| 唐炎灿 |             |                                |
| 陈健超 |             |                                |
| 张龙英 |             |                                |
| 黄锦钧 |             |                                |
| 李冈   |             |                                |
| 黎强权 |             |                                |
| 王传耀 |             |                                |
| 彭刚   |             |                                |

## 社会反响
该片在香港的票房是 $17,936,344。这部电影在香港被當時對手《最佳拍檔》奪走大部份票房，反应不如預期，在日本反而一片叫好。

## 獎項
| 年份 | 頒獎典禮            | 獎項         | 獲提名             | 結果 |
| ---- | ------------------- | ------------ | ------------------ | ---- |
| 1983 | 第2屆香港電影金像獎 | 最佳武術指導 | 成龍、元奎、馮克安 | 提名 |